# رقيب أول (رتبة عسكرية)

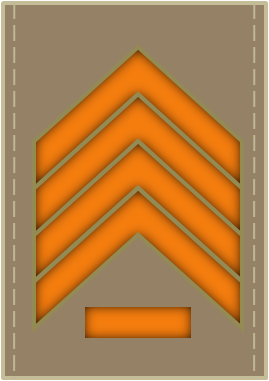
رتبة رقيب أول

رقيب أول هي رتبة عسكرية بعد الرقيب في مصر واليمن وقبل رئيس رقباء في السعودية. وهي إحدى رتب ضباط الصف.